# تاباره باسکس
تاباره رامون باسکس روساس (انگلیسی: Tabaré Ramón Vázquez Rosas (تلفظ اسپانیایی: [taβaˈɾe raˈmon ˈbaskes ˈrosas]؛ زاده ۱۷ ژانویهٔ ۱۹۴۰ – درگذشته ۶ دسامبر ۲۰۲۰) یک پزشک و سیاست‌مدار اهل اروگوئه بود. وی در مجموع دو بار، بین سال‌های ۲۰۰۵ تا ۲۰۱۰ و ۲۰۱۵ تا ۲۰۲۰ رئیس‌جمهور اروگوئه بوده است. او همچنین از سال ۱۹۹۰ تا ۱۹۹۴ شهردار مونته‌ویدئو بود. وی عضو حزب سوسیالیست اروگوئه بود.
تاباره باسکس در ۶ دسامبر ۲۰۲۰، در سن ۸۰ سالگی بر اثر سرطان ریه درگذشت.